# Sommerach
Sommerach este o comună din landul Bavaria, Germania.